# Für die Gegnaz!
Für die Gegnaz! – drugi solowy album niemieckiego rapera Tonego D. Płyta wydana została nakładem Aggro Berlin/Universal Music w 2009 roku.

## Lista utworów
Źródło:
1. „Intro” (0:35)
2. „Hundert Metaz” (3:21)
3. „Jackpot” (3:19)
4. „Keine Gegnaz” feat. Sido (2:52)
5. „Meine Gang” feat. T.M.R.B.C. (5:00)
6. „Bäm Bäm” (3:03)
7. „Zehn” (3:06)
8. „Paff Paff” feat. B-Tight, Freddy Cool (4:17)
9. „2 Krasse Rapper” feat. Kitty Kat (2:57)
10. „Für Die Sekte” feat. Die Sekte (3:23)
11. „Schlachtschiff” feat. B-Tight” (3:34)
12. „Kommst nicht klar” feat. Freddy Cool (3:21)
13. „Voll Daneben” (2:53)
14. „Hundert Metaz RMX” (3:28)
15. „Outro” (4:38)